# Ricardo González Tezanos
Ricardo González Tezanos (Torrelavega, Cantabria, España, 7 de abril de 1975) es un exjugador de baloncesto español. Jugaba de ala-pívot. Jugó 8 años en la Liga ACB, los 3 primeros en el equipo de su ciudad natal, el Lobos Cantabria los siguientes cinco los pasó en el Breogán Lugo, equipo en el que se convirtió en capitán y uno de los jugadores más queridos de la afición lucense. Se tuvo que retirar prematuramente a los 30 años tras diagnosticarle un problema en el corazón.

## Clubes
- Cantera SAB Cantabria
- 1993-1994 SAB Cantabria Juvenil
- 1994-1997 EBA. Caja Cantabria Torrelavega
- 1997-2000 ACB. Lobos Cantabria
- 2000-2005 ACB. Breogán Lugo